# Małgorzata Rosiak
Małgorzata Rosiak (ur. 8 września 1977 w Gliwicach) – polska zawodniczka uprawiająca snowboard, olimpijka w Nagano 1998.
Jako juniorka zdobyła w roku 1994 tytuł wicemistrzyni świata w slalomie równoległym, a w roku 1995 brązowy medal w kombinacji.
Wielokrotna medalistka mistrzostw Polski:
- złota
  - w slalomie w latach 1993–1994
  - w slalomie gigancie w latach 1993, 1994–1996,
  - w slalomie równoległym w roku 1994,
  - w half-pipe w latach 1995–1998,
  - w kombinacji w latach 1995–1996, 1998,
- srebrna
  - w slalomie gigancie w roku 1997,
  - w slalomie równoległym w latach 1995, 1997,
  - w kombinacji w roku 1994
- brązowa
  - w slalomie gigancie w roku 1999[1],
  - w halfpipe w roku 1999[2],

Uczestniczka mistrzostw świata w:
- San Candido (1997), gdzie zajęła 35. miejsce w slalomie równoległym[3],
- Berchstengaden (1999), gdzie zajęła 30. miejsce w slalomie gigancie[4], 36. miejsce w slalomie gigancie równoległym[5], 30. miejsce w slalomie równoległym[6], 17. miejsce w half-pipe[7], 16. miejsce w snowboardcrossie[8].

Na igrzyskach w Nagano wystartowała w slalomie gigancie zajmując 19. miejsce.